# إقليم أنتاناناريفو
أنتاناناريفو  إقليم سابق في مدغشقر تبلغ مساحته 58,283 كيلومتر مربع. وكان عدد سكانه 5,370,900 (عام 2004). وكانت عاصمتهه أنتاناناريفو.
باستثناء إقليم أنتسيرانانا، تحدها كل من :
- الشمال -ماهاجانغا
- الشرق -تواماسينا
- الجنوب -فيانارانتسوا
- الغرب -توليارا

أنتاناناريفو كانت الإقليم غير الساحلي الوحيد في مدغشقر.
وكان رئيس الأقليم (رئيس المفوضية الخاصة PDS- ) إميل راكوتومالالا.

## التقسيمات الإدارية
| - المنطقة أنالامانجا: - 2. أمبوهيدراتريمو - 4. أنجوزوروبي - 5. أنكازوبي - 6. أنتاناناريفو-أتسيموندرانو - 7. أنتاناناريفو-أفارادرانو - 8. أنتاناناريفو-رينيفوهيترا - 16. مانجاكاندريانا - المنطقة بونجولافا: - 15. فينواريفوبي - 19. نومانديدي - المنطقة إيتاسي: - 12. أريفونيمامو - 17. مياريناريفو - 18. سوافيناندريانا - المنطقة فاكينانكاراترا: - 1. أمباتولامبي - 3. أندراماسينا - 9. أنتانيفوتسي - 10. وانتسيراب المناطق الريفية - 11. وانتسيراب المناطق الحضرية - 13. بيتافو - 14. فاراتسيهو |

## مدن
- الاكاميسي، أنتاناناريفو
- وانتسيراب

## وصلات خارجية
الموقع الرسمي *المستقلة دعنتاناناريفو-المندوبة[وصلة مكسورة] (لم تستكمل منذ عام 2001).